# فرانك فيرارا
فرانك فيرارا (بالإنجليزية: Frank Ferrara)‏ هو لاعب كرة قدم أمريكية ولاعب كرة قدم كندية أمريكي، ولد في 7 نوفمبر 1976 في جزيرة ستاتن في الولايات المتحدة.

## وصلات خارجية
- فرانك فيرارا على موقع مرجع كرة القدم المحترفة.كوم (الإنجليزية)